# Diversitätspädagogik
Diversitätspädagogik oder Diversitätsbewusste Bildung ist ein Ansatz der Erziehungs- und Bildungswissenschaft, der Wertschätzung, Anerkennung und kritische Reflexion von Diversität (= Unterschiedlichkeit) in den Mittelpunkt ihrer Theorie und Praxis stellt.
Diversitätspädagogik bewegt sich in diesem Spannungsfeld zwischen Diversität als Ressource, als Problemfall und Diskriminierungsanlass und versucht für unterschiedliche pädagogische Felder – Schule, Gemeinden, Institutionen, Vereine, Zivilgesellschaft – theoretische Grundlagen und Handlungsoptionen zu entwickeln und zu vermitteln. Damit reagieren die Erziehungswissenschaft sowie die Bildungswissenschaften auf eine veränderte Wahrnehmung von Diversität, die von der grundsätzlichen Bejahung von Vielfalt als Bereicherung bis hin zu ihrer Thematisierung als „Herausforderung“ reicht und in politischen und medialen Diskursen als „Überforderung“ problematisiert wird.
Neben den Phänomenen wie Globalisierung und Migration geht es um vielfältige Aspekte von Diversität wie Geschlecht, sexuelle Orientierung, Alter, Ethnie, Sprache, Begabung/Behinderung/Beeinträchtigung, soziale Herkunft, sozioökonomischer Status, religiöse Zugehörigkeit und weltanschauliche Orientierung.

## Definition und Begriffsgeschichte
Die Auseinandersetzung mit Diversität (im wissenschaftlichen Diskurs auch Heterogenität) ist in der pädagogischen Ideengeschichte und Praxis nicht neu, hat aber in den vergangenen Jahrzehnten an Bedeutung gewonnen, vor allem in der Auseinandersetzung mit Diskriminierung und Rassismus. Schon für Adorno war die einzig mögliche Antwort auf den Rassenwahn des Nationalsozialismus die Forderung nach einer Gesellschaft, in der „man ohne Angst verschieden sein kann“. In den 1990er Jahren haben im deutschen Sprachraum vor allem Georg Auernheimer mit seiner Grundlegung einer Interkulturellen Pädagogik und Annedore Prengel mit ihrem Buch Pädagogik der Vielfalt einen starken Einfluss auf die erziehungswissenschaftlichen Diskurse zu Diversität und Heterogenität ausgeübt. Diese entwickelten sich, ungeachtet auch integrierender Ansätze, zunächst vor allem nach Zielgruppen in unterschiedlichen Verästelungen aus.
Eine Akzentuierung der Diversitätsdebatte zugunsten der Inklusion von Menschen mit Behinderung und Lernschwierigkeiten erfolgte durch das Übereinkommen über die Rechte von Menschen mit Behinderungen der Vereinten Nationen (UN-Behindertenrechtskonvention). Mit Bezug auf die Frauenrechtsbewegung entwickelten sich unterschiedliche pädagogische Ansätze einer feministischen Pädagogik wie die geschlechtersensible Bildung, die Gender-Pädagogik und die geschlechtersensible Pädagogik bis hin zu jüngeren Ansätzen einer Queer-Pädagogik.
Durch die jüngeren Migrationsbewegungen nahm die Auseinandersetzung mit Diversität auch innerhalb der Erziehungs- und Bildungswissenschaft zu. In Abgrenzung zur „Ausländerpädogik“, die gutmeinend Fremdheitskonstrukte teilweise tradierte und verstärkte, wurden Konzepte einer inter- und transkulturellen Verwobenheit für das Verständnis von Diversität entwickelt. Für die pädagogische Einlassung auf migrationsbedingte Wahrnehmung von Diversität im Sinne einer diskriminierenden „Besonderung“ steht das von Paul Mecheril herausgegebene Handbuch für „Migrationspädagogik“. In Gebieten mit autochthonen Minderheiten wie in Südtirol/Italien und den auch slowenischsprachigen Gebieten Österreichs entwickelten sich Ausprägungen einer Mehrsprachigkeits- und Minderheitenforschung. Theoretisch grundlegend dafür waren im deutschen Sprachraum u. a. die Forschungen von Ingrid Gogolin mit ihrem Konzept des „monolingualen Habitus“ und Marianne Krüger-Potratz.
Diese und weitere diversitätspädagogische Ausdifferenzierungen werden im Konzept der Intersektionalität als einem Analysemodell für sich wechselseitig verstärkende Mehrfachdiskriminierungen zusammengedacht, zugespitzt am Beispiel einer beeinträchtigten afrikanischen Frau aus einer sozial benachteiligten Schicht, die damit unterschiedlichen Diskriminierungen wie Sexismus, Rassismus, Ableismus und sozialer Ungerechtigkeit ausgesetzt ist.
Ein weiteres theoretisches Analyseinstrumentarium bietet dafür der Postkolonialismus, der zum einen die Dekolonisation und politische Souveränität der ehemaligen Kolonien gegenüber ihren Kolonialmächten wissenschaftlich begründet, zum anderen aber ein Bewusstsein für das Fortbestehen imperialer Strukturen in verschiedenen Lebensbereichen wie z. B. der Politik und Ökonomie schaffen will.
Die Vorstellung, dass Erziehungs- und Bildungsarbeit in homogenen Gruppen leichter falle und erfolgreicher wäre, verhindert in der pädagogischen Praxis wie in politischen und medialen Diskursen das Sich-Einlassen auf die gegebene Vielfalt. Dies führt dann vor allem für die Schule zu Forderungen einer stärkeren Selektion etwa durch die Einführung von Deutschförderklassen für Kinder aus zugewanderten Familien oder durch das Festhalten an sonderpädagogischen Einrichtungen für Kinder mit Beeinträchtigungen. Werden solche Maßnahmen einerseits mit dem Ziel einer spezifischeren und besseren Förderung durch getrennte Beschulung begründet, stoßen sie andererseits auf die Kritik sozialer Ausgrenzung und Benachteiligung durch Separation statt Inklusion. An diesen Fragen berühren sich Diversitätspädagogik und Inklusive Pädagogik im Sinne einer nicht ausgrenzenden Haltung.

## Umsetzung und Verbreitung im Bildungssystem
Die Diversitätspädagogik versucht die verschiedenen Ansätze zu integrieren, indem sie die Unterschiedlichkeit und Kontingenz von Differenzkategorien berücksichtigen, wie Geschlecht, Alter, Sprache, soziale, geographische und kulturelle Herkunft, sexuelle Orientierung, sozioökonomischer Status und weitere Kategorien, die potenziell zu einer Diskriminierung führen können. Diversitätsbewusste Pädagogik bekennt sich zu Gerechtigkeit, Gleichberechtigung, Teilhabe und Freiheit für alle Menschen.
Viele pädagogische Institutionen, Schulen und Hochschulen haben bereits Richtlinien und Strategien zur Anerkennung von Vielfalt erlassen. Diversität bildet einen wichtigen Bestandteil vieler Bildungsangebote. In Österreich wurden mit dem Bundesrahmengesetz über die neue Ausbildung für Pädagoginnen und Pädagogen im Juli 2013 auch Gender- und Diversitätskompetenzen für die Pädagogikausbildung stärker verankert. Fachliche Schwerpunktsetzungen in der Hochschulbildung stellen das von Manfred Oberlechner-Duval 2014 initiierte Kompetenzzentrum Diversitätspädagogik an der PH Salzburg (Pädagogische Hochschule Salzburg) sowie das Masterstudium Diversitätspädagogik in Schule und Gesellschaft an der Universität Klagenfurt dar. Diesem bei seiner Einführung 2019 im deutschen Sprachraum einzigartigem Studiengang liegt nach seinem Initiator Hans Karl Peterlini ein pädagogisches Verständnis zugrunde, wonach Differenzen nie neutral sind, sondern sowohl Privilegien sichern als auch Angriffsfläche für Diskriminierung bieten können. So müsse Diversität in der pädagogischen Arbeit differenzsensibel wahrgenommen werden, um darauf eingehen zu können, ohne aber die Betroffenen auf ihre Diversitätsmerkmale zu reduzieren. Differenzen müssten sowohl gewürdigt als auch einer ständigen reflexiven „Verunschärfung“ ausgesetzt werden, um sowohl negative als auch positive Diskriminierung möglichst zu vermeiden und hinter den Kategorien die konkrete Person in ihrer Vielfalt an Eigenschaften und Interessen zu erkennen.